# Cleitos Trắng
Cleitos Trắng (trong tiếng Hy Lạp Λευκός Kλείτoς; mất năm 318 TCN) là một vị tướng của Alexandros Đại đế, tên là "trắng" để phân biệt ông ta với Cleitos Đen. Ông được đề cập bởi Athenaeus và Aelian vì sự phô trương và sang trọng của mình, và có lẽ là cũng là một người được đề cập bởi Justin trong số các cựu chiến binh được gửi về quê nhà ở Macedonia dưới quyền Crateros năm 324 TCN. 
Sau cái chết của Alexandros, ông lại xuất hiện như là chỉ huy của hạm đội Macedonia cho Antipatros trong cuộc chiến tranh Lamian, năm 323 trước Công nguyên, và đánh bại đô đốc của Athena, Eetion, trong trận chiến ngoài khơi đảo Echinades. Trong cuộc phân chia các tỉnh ở Triparadisus, năm 321 TCN, ông nhận được từ Antipater chức satrapy(phó vương) của Lydia, và khi Antigonos đang tiến đến để lật đổ ông ra khỏi đó, năm 319 trước Công nguyên, sau cái chết của Antipatros, ông đã bố trí quân đồn trú các thành phố chính, và khởi hành đi đến Macedonia để tố cáo việc này với Polyperchon. Năm 318 trước Công nguyên, sau khi Polyperchon bị chặn lại ở Megalopolis, ông đã gửi Cleitos cùng với một hạm đội tới bờ biển của Thrace để ngăn chặn bất cứ lực lượng nào của Antigonus từ đó tiến vào châu Âu, và cũng để thực hiện một mối liên kết với Arrhidaeos, phó vương của Hellespontine Phrygia, người đang tự giam mình ở thành phố Cius. Nicanor được gửi đi chống lại ông bởi Kassandros, một cuộc chiến xảy ra sau đó gần Byzantium, trong đó Cleitus đã đạt được một chiến thắng quyết định. Nhưng thành công của ông làm cho ông trở nên quá tự tin, và cho phép quân đội của mình xuống tàu và hạ trại trên đất liền, ông đã bị đánh úp bởi Antigonus và Nicanor, và bị mất tất cả các tàu của mình ngoại trừ một chiếc duy nhất mà ông đang ở trên. Khi đã bờ an toàn, ông liền tiến về Macedonia, nhưng sau đó ông bị giết hại bởi một số lính của Lysimachos,  mà ông đã giao chiến trên đường đi.